# Giulvăz
Giulvăz es una comuna ubicada en el distrito de Timiș, Rumania.

## Superficie
Posee una superficie de 103,0 kilómetros cuadrados.

## Demografía
Hasta 2021 la población era de 3072 habitantes, con una densidad de población de 29,84 habitantes por kilómetro cuadrado.